# Lucapinella callomarginata
Lucapinella callomarginata är en snäckart som först beskrevs av Dall 1871.  Lucapinella callomarginata ingår i släktet Lucapinella och familjen nyckelhålssnäckor. Inga underarter finns listade i Catalogue of Life.